# Nikolaï Kavkazski
Nikolaï Iourievitch Kavkazski (en russe : Николай Юрьевич Кавказский), né le 16 octobre 1986 à Moscou, est un avocat, blogueur et militant politique russe d'opposition, membre du parti Iabloko. 
Adoptant des positions sociales, en faveur des LGBT et d'une réforme de la politique en matière de drogue, il est aussi membre de nombreuses organisations de défense des droits de l'homme. Il est emprisonné pendant plus d'un an, de 2012 à 2013, pour sa participation aux manifestations de la place Bolotnaïa en mai 2012. Il est considéré comme un prisonnier d'opinion par Amnesty International.

## Biographie

### Jeunesse
Nikolaï Kavkazski naît le 16 octobre 1986 à Moscou. 

### Début de carrière politique
De 2007 à 2012 et à partir de 2013, Kavkazski est un membre actif du parti démocratique pro-occidental Iabloko. En 2008, il obtient 18 % des voix lors de l'élection à la vice-présidence de la branche régionale du parti.
Il est activement impliqué dans le mouvement russe d'opposition à Vladimir Poutine et est l'auteur de nombreux articles politiques. En tant qu'avocat, il défend notamment les Pussy Riot et d’autres militants.
Il défend également les droits des minorités ethniques, religieuses et sexuelles et promeut l'idée d'une résistance pacifique à l'oppression.

#### Détails des engagements politiques
- Depuis 2008 : militant du mouvement Action socialiste de Gauche[2]
- 2008-2010 : l’un des dirigeants du parti Front de gauche
- En 2010-2011 : poste au conseil régional de Moscou de la branche de jeunesse de Iabloko
- 2010 : membre du mouvement Solidarité
- 2011 : candidature aux élections législatives fédérales en tant que candidat du parti Iabloko
- 2011-2012 : assistant du président du comité Jeunesse Yabloko de Moscou
- Depuis 2010 : membre actif de l'organisation de défense des droits de l'homme Comité pour les droits civiques. Il est actif au sein du département des visites des prisons du comité des droits civiques, travaillant avec d'anciens condamnés, entretenant une correspondance avec les incarcérés et apportant un soutien psychologique à leurs familles.
- Depuis 2012-2013 – membre du conseil d’administration principal de l'Union des travailleurs pauvres[1],[2]

### Participation à une manifestation et arrestation
Le 6 mai 2012, Nikolaï Kavkazski participe à des manifestations de contestation de l'élection présidentielle, accusée d'être entachée de fraude électorale. Organisées par l'opposition et ses partisans dans les rues de Moscou, en direction de la place Bolotnaïa à Moscou, ces manifestations sont brutalement réprimées par la police et donnent ensuite lieu à une persécution contre le mouvement d'opposition démocratique.
Le sociologue et historien Alek D. Epstein publie un article sur Nikolaï Kavkazski et y inclut des extraits de son journal personnel liés aux événements. Ils montrent que les participants à la manifestation qui avaient des intentions pacifiques ont été brutalement agressés par la police, et certains grièvement blessés : « Je n'ai jamais vu un tel désordre ! J'ai moi-même été matraqué par les policiers de l'unité spéciale à plusieurs reprises […] J'ai vu beaucoup de blessés et de gens en sang ». Le journal de Nikolaï Kavkazski constitue une source d'information unique sur les manifestations de 2012, offrant une perspective « intérieure ». 
Le 25 juillet, Nikolaï Kavkazski est arrêté à son domicile pour avoir prétendument bousculé un policier pendant la manifestation (ce qui est défini par le parquet comme une tentative de causer de graves blessures corporelles),. Le 26 juillet, le représentant de la commission d'enquête porte plainte pour agression contre un représentant des autorités (partie 1 de l'article 318 du Code pénal russe) et participation à une émeute de masse (partie 2 de l'article 212 du Code pénal russe). 
Dans un rapport, Amnesty International détaille la situation à la base des accusations contre Kavkazski, en se fondant sur des photographies et enregistrements vidéos des événements. L'organisation révèle que Kavkazski « n’avait pas un comportement violent » au moment des actes qui lui sont reprochés. Lorsqu'un manifestant à proximité de lui est arrêté, il se dirige vers les policiers les bras levés ; il est alors victime de coups de matraque et de gaz poivre. En situation de légitime défense selon Amnesty International, il lève la jambe en direction d'un policier, sans qu'il soit possible de dire s'il le touche au cours de ce mouvement ; Amnesty International estime qu'il est improbable que le policier ait été touché. Pour l'organisation, Nikolaï Kavkazski peut être considéré comme un « prisonnier d'opinion ». Nikolaï Kavkazski devient ainsi l'un des principaux personnages de l'affaire Bolotnaïa.
L'accusation affirme avoir découvert des preuves (une bande vidéo) prouvant qu'il a agi illégalement à l'encontre de la police pendant la manifestation, mais elles ne sont pas présentées lors du procès. Le 25 juillet, Nikolaï Kavkazski est placé en détention provisoire jusqu'au 24 septembre, puis sa détention est prolongée jusqu'en novembre, date à laquelle elle est à nouveau prolongée, bien qu'il souffre de problèmes de santé. Le 2 août 2013, en raison de la dégradation de ses conditions de santé, il est assigné à résidence, après plus d'un an de détention provisoire. La décision est inattendue, après plusieurs prolongations qui ne sont qu' « une simple formalité ». Selon graniru.org, cette décision vient en partie du comportement de Kavkazski, qui n'a pas cherché à se cacher et n'a jamais été poursuivi par la justice. 
En 2013, il est finalement libéré après que les charges contre lui ont été abandonnées, en raison d'une amnistie. 

### Après sa libération

#### Participation aux élections municipales
Nikolaï Kavkazski est candidat aux élections municipales de 2015 et 2017 à Moscou pour le parti Iabloko. Lors de cette campagne, il met en avant la création de refuges pour les femmes victimes de violences conjugales ou pour les personnes victimes d'homophobie. Il réalise une campagne de proximité, au plus proche des habitants du district, souhaitant redonner du pouvoir aux échelons de décision inférieurs. Quelques jours avant le scrutin, il est attaqué dans la rue par plusieurs hommes ivres. Ils l'auraient frappé à trente reprises après l'avoir vu en posession de tracts du parti Iabloko.
Il arrive en 5e position parmi tous les candidats dans le district de Medvedkovo Nord en 2015 et obtient 14,61 % des suffrages. 

#### Candidature aux élections législatives de 2021
En 2021, Nikolaï Kavkazski est désigné candidat à la Douma d'État par le parti Iabloko, avec pour slogan de campagne « Contre Poutine ». La police se rend à plusieurs reprises à son domicile au cours de la campagne et, selon Nikolaï, les électeurs ont peur d'accepter ses tracts. Le 12 septembre, Kavkazski et trois membres de son équipe de campagne sont arrêtés en raison de la banderole électorale affichant leur slogan de campagne. Toutes les personnes arrêtées sont relâchées sans poursuites, mais les tracts du parti sont volés au QG de campagne de Nikolaï Kavkazski. Il porte plainte, mais le voleur n'est pas retrouvé,. Finalement, Nikolaï Kavkazski n'est pas élu député.

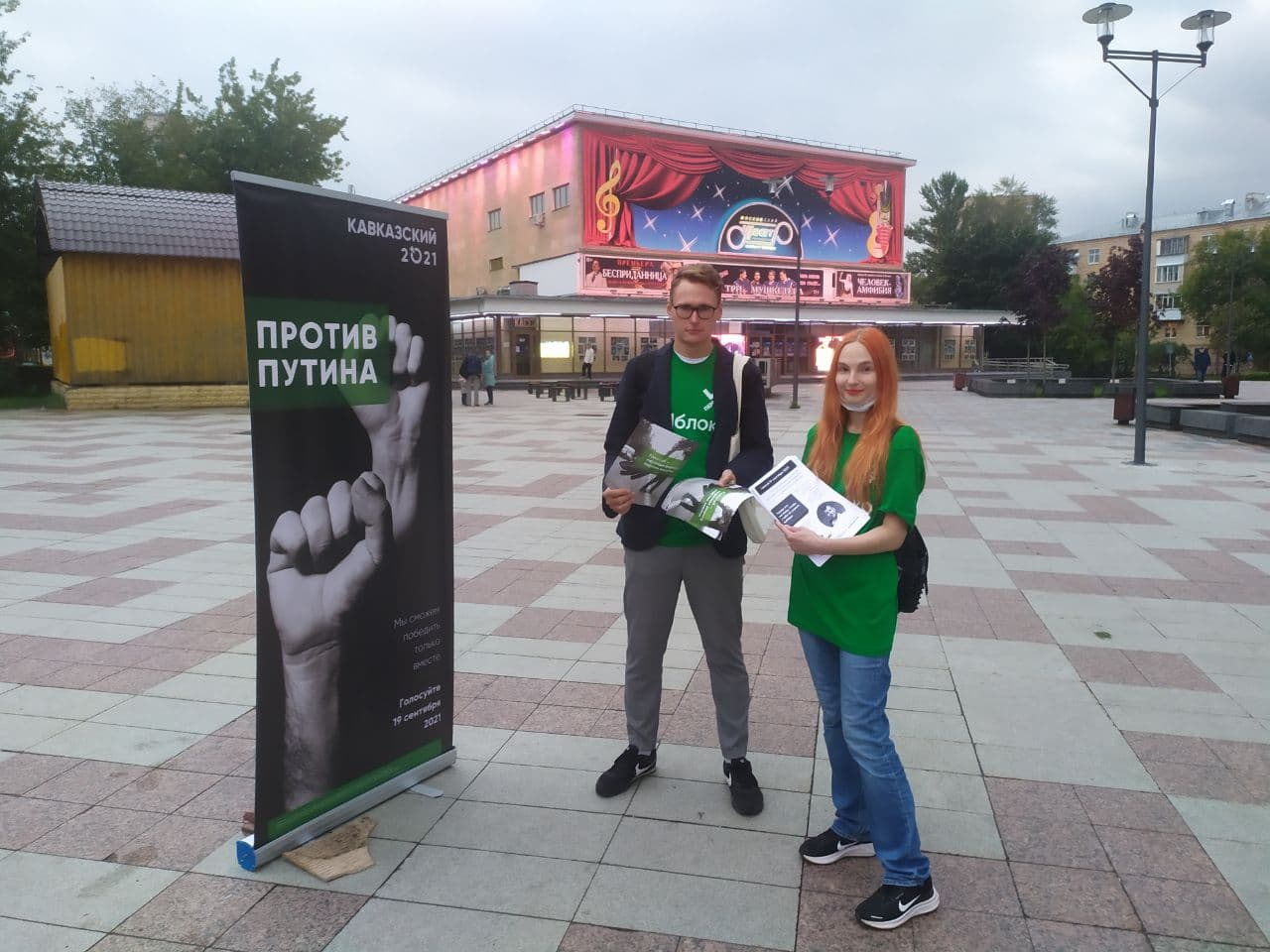
Démarchage de Nikolaï Kavkazski dans le quartier de Riazanski à Moscou.
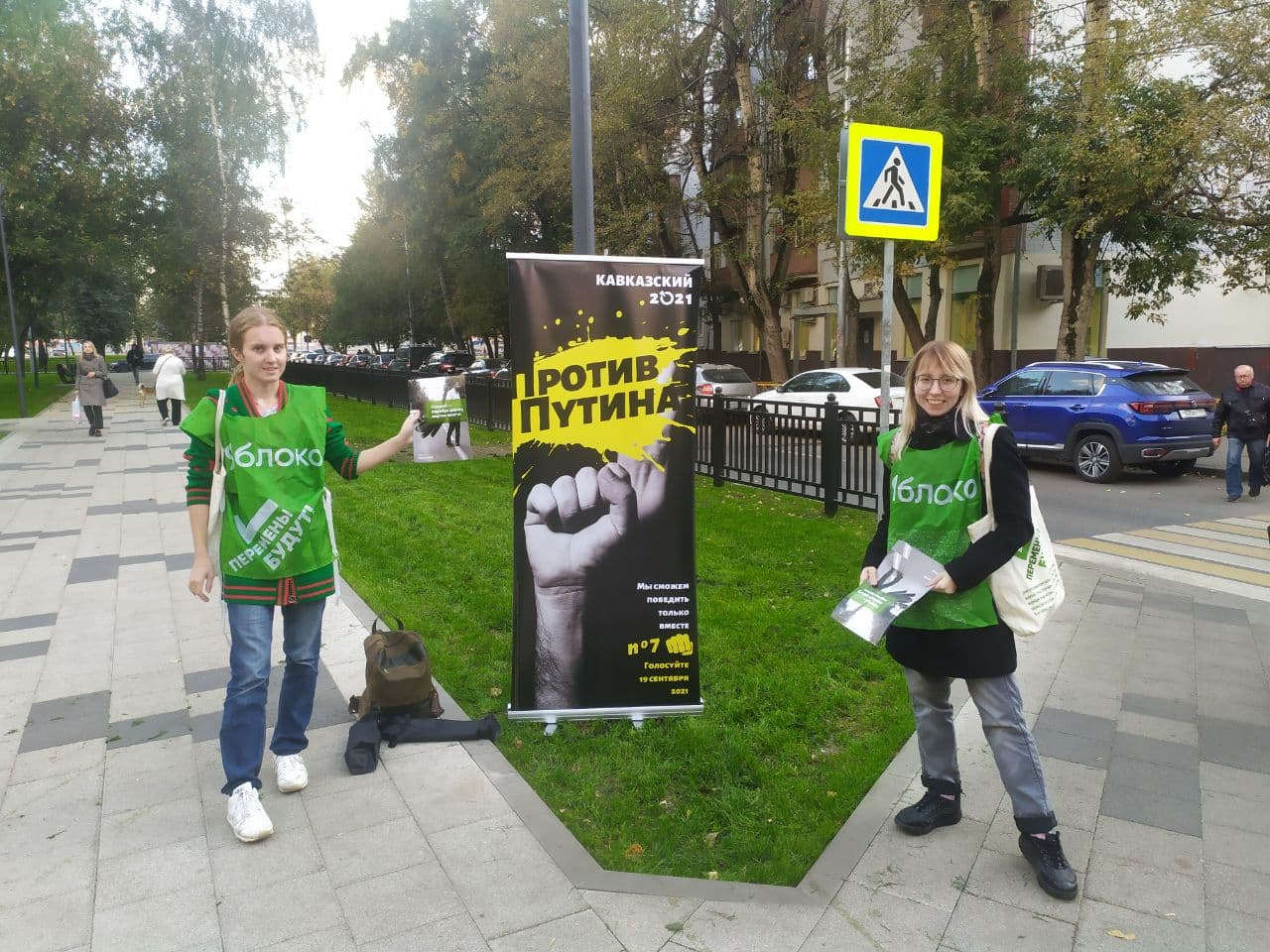
Démarchage dans le quartier Tekstilchtchiki.
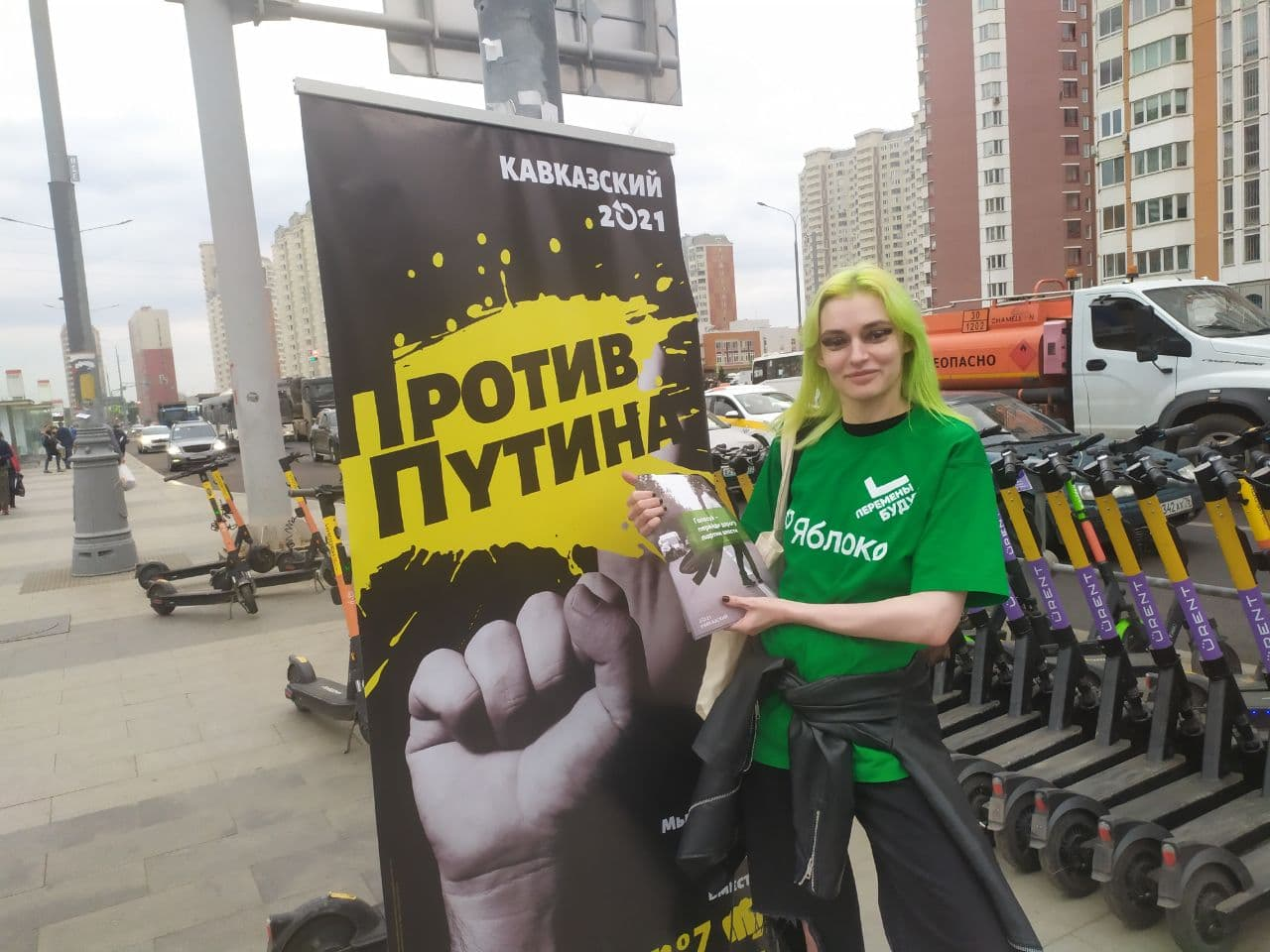
Démarchage dans le quartier Nekrassovka.

#### Élections municipales 2022
En 2022, Nikolaï Kavkazski envisage de se présenter aux élections municipales dans le district de Basmanny, mais il est arrêté et passe dix jours en prison en raison d'un message posté sur un réseau social en 2021. Dans ce post, Nikolaï parle du vote intelligent théorisé par Alexeï Navalny. Il est reconnu coupable d'une infraction administrative et perd son éligibilité. Le parti Iabloko considère l'arrestation de Nikolaï Kavkazski comme un acte de répression politique,,. Il est donc intégré à l'équipe de Iabloko dans le district de Basmanny lors des élections municipales.

## Prises de position
Nikolaï Kavkazski se définit comme un social-démocrate. Il est en faveur d'une fiscalité progressive et un État social[source secondaire nécessaire]. Il soutient la position du parti Iabloko qui s'oppose à la guerre russo-ukrainienne. Il est également contre la conscription militaire et soutient la résolution pacifique des conflits. Kavkazski milite en faveur des prisonniers politiques et promeut la défense des droits humains en se concentrant sur les groupes les plus vulnérables, tels que les femmes, les personnes LGBT et les polyamoureux[réf. à confirmer]. En 2022, Nikolaï s’oppose aux nouvelles lois adoptées en Russie contre la communauté LGBT. Il évoque également les problèmes juridiques auxquels les polyamoureux russes sont confrontés en raison de la vague de départs du pays. Nikolay souhaite une réforme de la politique en matière de drogue, affirmant que les personnes qui consomment de la drogue sont victimes de violences et que la consommation de drogue joue un rôle dans les violences policières. En ce qui concerne les questions d'immigration, Nikolaï déclare que « personne n'est clandestin ».